# Mark Vander Poel
Mark Vander Poel (Upland, 18 settembre 1959) è un ex giocatore di football americano statunitense che ha militato nel ruolo di offensive tackle nella National Football League (NFL).

## Carriera
Vander Poel al college giocò a football con i Colorado Buffaloes. Fu scelto nel corso del quarto giro (96º assoluto) del Draft NFL 1991 dagli Indianapolis Colts. Nell'ottobre del 1991 disputò la sua unica partita come titolare. Dopo essere stato svincolato alla fine della stagione 1992, nel 1993 passò agli Arizona Cardinals con cui disputò due stagioni senza mai scendere in campo.